# Football Club des Girondins de Bordeaux 1949-1950
Questa voce raccoglie le informazioni riguardanti il Football Club des Girondins de Bordeaux nelle competizioni ufficiali della stagione 1949-1950.

## Stagione
Propostosi fra le inseguitrici del Lilla capolista, il Bordeaux effettuò l'aggancio assieme al Tolosa in apertura del girone di ritorno. Assunto definitivamente il comando della classifica alla ventottesima giornata, i girondini si assicurarono la vittoria del titolo con due gare di anticipo, divenendo il primo caso francese di squadra neopromossa a ottenere il titolo nazionale.
In Coppa di Francia il Bordeaux superò due turni contro squadre di serie inferiori, prima di venire eliminato agli ottavi di finale dalla squadra di seconda divisione del Nîmes.

## Maglie e sponsor
| Manica sinistra · Maglietta · Manica destra · Pantaloncini · Calzettoni |

## Rosa
| N. |                    | Ruolo | Calciatore          |
| -- | ------------------ | ----- | ------------------- |
|    | Francia (bandiera) | P     | Gustave Depoorter   |
|    | Francia (bandiera) | P     | Christian Villenave |
|    | Francia (bandiera) | D     | René Gallice        |
|    | Francia (bandiera) | D     | Manuel Garriga      |
|    | Francia (bandiera) | D     | Ben Kaddour M’Barek |
|    | Francia (bandiera) | D     | Georges Mérignac    |
|    | Francia (bandiera) | D     | Jean Swiatek        |
|    | Francia (bandiera) | C     | Guy Meynieu         |

| N. |                        | Ruolo | Calciatore           |
| -- | ---------------------- | ----- | -------------------- |
|    | Francia (bandiera)     | C     | René Persillon       |
|    | Francia (bandiera)     | C     | André Voisembert     |
|    | Francia (bandiera)     | A     | Mustapha Ben Embarek |
|    | Paesi Bassi (bandiera) | A     | Bertus de Harder     |
|    | Francia (bandiera)     | A     | André Doye           |
|    | Francia (bandiera)     | A     | Édouard Kargu        |
|    | Lussemburgo (bandiera) | A     | Camille Libar        |
|    | Francia (bandiera)     | A     | Athanasio Rodriguez  |